# Агинтай-батира
Агинта́й-бати́ра (каз. Ағынтай батыр) — село у складі Айиртауського району Північноказахстанської області Казахстану. Входить до складу Арикбалицького сільського округу, раніше був центром ліквідованої Златогорської сільської ради.
Населення — 392 особи (2021; 660 у 2009, 1015 у 1999, 996 у 1989).
Національний склад станом на 1989 рік:
- казахи — 42 %
- росіяни — 38 %.

До 1998 року село називалося Златогорка, ще раніше — Манчжурка.